# Al-Duhail Sports Club
Al-Duhail Sports Club (em árabe: نادي لخويا) (anteriormente conhecido como Lekhwiya) é uma agremiação esportiva do Catar. Tem sua sede em Doha, onde joga no Qatar SC Stadium. Atualmente, disputa a Qatar Stars League.

## História
O clube foi fundado como Al-Shorta Doha e, em 2009, foi rebatizado de Lekhwiya. O Al-Duhail tem o maior orçamento financeiro, no Catar.
Após a reforma, foi introduzido na segunda divisão do Catar. Ele ficou em quarto lugar no campeonato em seu primeiro ano antes de vencer a temporada seguinte em 2010.
Na primeira temporada na Qatar Stars League, o Lekhwiya terminou no topo da classificação ao vencer em 2010-2011. Foi o primeiro título da liga na história do clube. Ele também conseguiu chegar à final do Sheikh Jassem Cup 2010, antes de perder a final para o Al-Arabi.
A sua estreia oficial em uma competição continental foi a 7 de março de 2012, na 2012 AFC Champions League. Triunfou em sua primeira partida contra o Al-Ahli, da Arábia Saudita, com Nam Tae-Hee marcando o único gol.
Na temporada 2011-2012, o Lekhwiya manteve o título da liga com dois jogos restando para serem jogados.

## Títulos
| Nacionais | Nacionais                  | Nacionais | Nacionais                                                               |
|           | Competição                 | Títulos   | Temporadas                                                              |
| --------- | -------------------------- | --------- | ----------------------------------------------------------------------- |
| Catar     | Liga do Catar              | 8         | 2010–11, 2011–12, 2013–14, 2014–15, 2016–17, 2017–18, 2019–20 e 2022–23 |
| Catar     | Liga do Catar – 2ª divisão | 1         | 2009–10                                                                 |
| Catar     | Copa do Emir               | 4         | 2016, 2018, 2019 e 2022                                                 |
| Catar     | Copa do Catar              | 4         | 2013, 2015, 2018 e 2023                                                 |
| Catar     | Copa das Estrelas do Catar | 1         | 2022–23                                                                 |
| Catar     | Supercopa do Catar         | 2         | 2015 e 2016                                                             |

## Elenco
Legenda
- : Capitão
- : Prata da casa (Jogador da base)
- : Jogador emprestado
- : Jogador lesionado/contundido
- : Jogador suspenso

## Treinadores
- Abdullah Mubarak (2009–2010)
- Djamel Belmadi (2010–2012)
- Eric Gerets (2012–2014)
- Michael Laudrup (2014–2015)
- Djamel Belmadi (2015–2018)
- Nabil Maâloul (2018–2019)
- Rui Faria (2019–2020)
- Walid Regragui (2020)
- Hatem Meddeb (2020)
- Sabri Lamouchi (2020–2021)
- Luís Castro (2021–2022)
- Hernán Crespo (2022–2023)
- Christophe Galtier (2023–)